# 年粵日
年粵日（英語：Day Day Cantonpop），是一個介紹及評論粵語流行音樂的中國自媒體，2015年成立於廣州。

## 歷史
最初由數名廣州青年成立於2015年7月18日，他們都是大學同學。設有微信公众号、Facebook及Instagram專頁等平台。
曾在廣州舉辦粵語流行音樂展覽及音樂會。

## 出版物
年粵日曾在香港出版書籍，輯錄樂評，包括：
- 《那段年粵有多好——還好我們有廣東歌》（2020年）[3]
- 《樂壇未死——還好我們有廣東歌》（2022年）[4]